# Paral·lel 26° nord
El paral·lel 26° nord és una línia de latitud que es troba a 26 graus nord de la línia equatorial terrestre. Travessa l'Àfrica, Àsia, l'oceà Índic, l'oceà Pacífic, Centreamèrica, el Carib i l'oceà Atlàntic.

A Àfrica, el paral·lel defineix part de la frontera entre el Sàhara Occidental i Mauritània.

## Geografia
En el sistema geodèsic WGS84, al nivell de 26° de latitud nord, un grau de longitud equival a 100,118 km; la longitud total del paral·lel és de 36.042 km, que és aproximadament 89,9% de la de l'equador. Es troba a una distància de 2.877 km de l'equador i a 7.125 km del pol Nord.
Igual que tots els altres paral·lels a part de l'equador,el paral·lel 26° nord no és un cercle màxim i, per tant, no és la distància més curta entre dos punts, fins i tot si són a la mateixa latitud. Per exemple, seguint el paral·lel, la distància recorreguda entre dos punts de longitud oposada és 18.021  km; després d'un cercle màxim (que passa pel Pol Nord), només és 14.250 km.
Una secció de la frontera entre Mauritània i el Sàhara Occidental és definida pel paral·lel.

## Durada del dia
En aquesta latitud, el sol és visible durant 13 hores i 46 minut a l'estiu, i 10 hores i 31 minuts en solstici d'hivern.

## Arreu del món
Començant al meridià de Greenwich i dirigint-se cap a l'est, el paral·lel 26º passa per:
| Coordenades                               | País, territori o mar                   | Notes |
| ----------------------------------------- | --------------------------------------- | --- |
| 26° 0′ N, 0° 0′ E / 26.000°N,0.000°E      | Algèria                                 | |
| 26° 0′ N, 9° 32′ E / 26.000°N,9.533°E     | Líbia                                   | |
| 26° 0′ N, 25° 0′ E / 26.000°N,25.000°E    | Egipte                                  | |
| 26° 0′ N, 34° 20′ E / 26.000°N,34.333°E   | Mar Roig                                | |
| 26° 0′ N, 36° 42′ E / 26.000°N,36.700°E   | Aràbia Saudita                          | |
| 26° 0′ N, 50° 4′ E / 26.000°N,50.067°E    | Golf Pèrsic                             | Golf de Bahrain |
| 26° 0′ N, 50° 28′ E / 26.000°N,50.467°E   | Bahrain                                 | |
| 26° 0′ N, 50° 38′ E / 26.000°N,50.633°E   | Golf Pèrsic                             | Golf de Bahrain |
| 26° 0′ N, 51° 2′ E / 26.000°N,51.033°E    | Qatar                                   | |
| 26° 0′ N, 51° 24′ E / 26.000°N,51.400°E   | Golf Pèrsic                             | Passa entre les illes de Bani Forur i Sirri, Iran · Passa entre les illes Tunb i Abu Musa, controlat per Iran però reclamat per Emirats Àrabs Units                                                                   |
| 26° 0′ N, 56° 4′ E / 26.000°N,56.067°E    | Emirats Àrabs Units                     | |
| 26° 0′ N, 56° 10′ E / 26.000°N,56.167°E   | Oman                                    | ras Musandam |
| 26° 0′ N, 56° 25′ E / 26.000°N,56.417°E   | Oceà Índic                              | Golf d'Oman |
| 26° 0′ N, 57° 14′ E / 26.000°N,57.233°E   | Iran                                    | |
| 26° 0′ N, 61° 48′ E / 26.000°N,61.800°E   | Pakistan                                | Balutxistan Oriental Sindh |
| 26° 0′ N, 70° 5′ E / 26.000°N,70.083°E    | Índia                                   | Rajasthan Madhya Pradesh Uttar Pradesh Bihar Bengala Occidental |
| 26° 0′ N, 88° 9′ E / 26.000°N,88.150°E    | Bangladesh                              | |
| 26° 0′ N, 89° 32′ E / 26.000°N,89.533°E   | Índia                                   | Bengala Occidental - per uns 4 km |
| 26° 0′ N, 89° 35′ E / 26.000°N,89.583°E   | Bangladesh                              | |
| 26° 0′ N, 89° 49′ E / 26.000°N,89.817°E   | Índia                                   | Assam Meghalaya Assam Nagaland |
| 26° 0′ N, 95° 8′ E / 26.000°N,95.133°E    | Myanmar (Burma)                         | |
| 26° 0′ N, 98° 36′ E / 26.000°N,98.600°E   | República Popular de la Xina            | Yunnan Guizhou Guangxi Hunan (Passa entre Guangxi i Hunan nombroses vegades) Jiangxi Fujian — passa just al sud de Fuzhou                                                                                             |
| 26° 0′ N, 119° 43′ E / 26.000°N,119.717°E | Mar de la Xina Oriental                 | Passa just al nord de les disputades illes Senkaku |
| 26° 0′ N, 127° 40′ E / 26.000°N,127.667°E | Oceà Pacífic                            | passa just al sud de l'illa de Okinawa, Japó · Passa just al nord de l'illa de Kita Daito, Japó · passa just al sud de Lisianski, Hawaii, Estats Units · Passa just al nord de l'atol de Laysan, Hawaii, Estats Units |
| 26° 0′ N, 112° 12′ O / 26.000°N,112.200°O | Mèxic                                   | Baixa Califòrnia Sud |
| 26° 0′ N, 111° 20′ O / 26.000°N,111.333°O | Golf de Califòrnia                      | |
| 26° 0′ N, 111° 10′ O / 26.000°N,111.167°O | Mèxic                                   | Baixa Califòrnia Sud illa Carmen |
| 26° 0′ N, 111° 5′ O / 26.000°N,111.083°O  | Golf de Califòrnia                      | |
| 26° 0′ N, 109° 26′ O / 26.000°N,109.433°O | Mèxic                                   | Sinaloa Chihuahua Estat de Durango Coahuila Nuevo León Tamaulipas |
| 26° 0′ N, 97° 39′ O / 26.000°N,97.650°O   | Estats Units                            | Texas |
| 26° 0′ N, 97° 9′ O / 26.000°N,97.150°O    | Golf de Mèxic                           | |
| 26° 0′ N, 81° 45′ O / 26.000°N,81.750°O   | Estats Units                            | Florida |
| 26° 0′ N, 80° 7′ O / 26.000°N,80.117°O    | Oceà Atlàntic                           | |
| 26° 0′ N, 77° 24′ O / 26.000°N,77.400°O   | Bahames                                 | Illa de Great Abaco |
| 26° 0′ N, 77° 11′ O / 26.000°N,77.183°O   | Oceà Atlàntic                           | |
| 26° 0′ N, 14° 30′ O / 26.000°N,14.500°O   | Sàhara Occidental                       | Reclamat per Marroc i la República Àrab Sahrauí Democràtica |
| 26° 0′ N, 12° 0′ O / 26.000°N,12.000°O    | Frontera Sàhara Occidental / Mauritània | |
| 26° 0′ N, 8° 40′ O / 26.000°N,8.667°O     | Mauritània                              | |
| 26° 0′ N, 6° 26′ O / 26.000°N,6.433°O     | Algèria                                 | |